# تل چرامکان بالا
تل چرامکان بالا مربوط به سده‌های ۶ تا ۷ ه.ق است و در شهرستان شیراز، بخش ارژن، دهستان قره چمن، ۹۰ متر مانده به روستای چرامکان بالا، سمت راست جاده واقع شده و این اثر در تاریخ ۳۰ بهمن ۱۳۸۶ با شمارهٔ ثبت ۲۰۸۸۲ به‌عنوان یکی از آثار ملی ایران به ثبت رسیده است.